# St. Mariä Geburt (Köln)

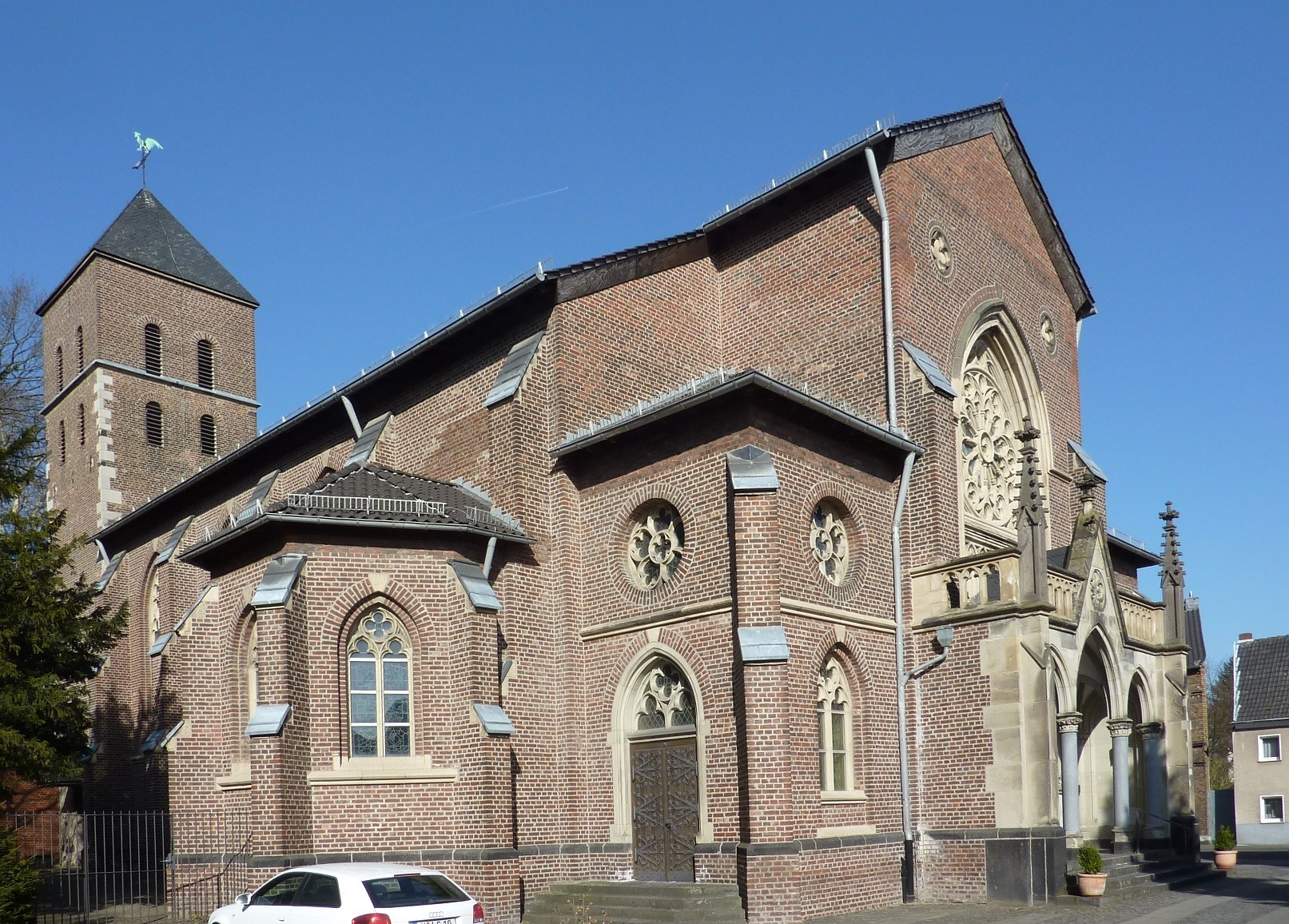
St. Mariä Geburt

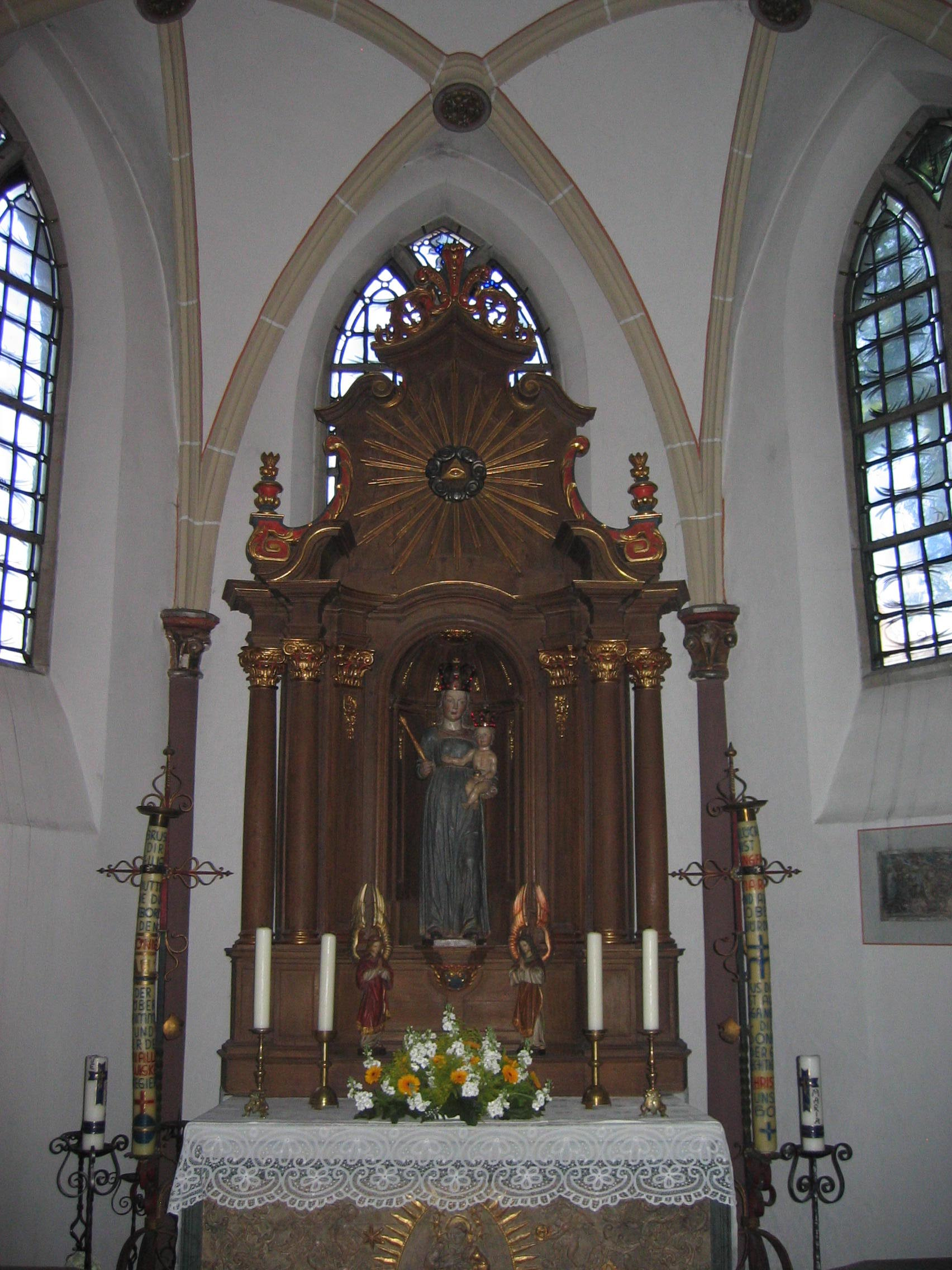
Marienaltar

St. Mariä Geburt ist eine römisch-katholische Pfarr- und Wallfahrtskirche in Köln-Stammheim. Mit dem Gnadenbild zur Freudenreichen Mutter wird die Schutzpatronin des Erzbistums Köln, die heilige Maria, verehrt. Die Wallfahrtszeit ist das Fest Christi Himmelfahrt und die Festoktav um den 8. September.

## Geschichte
Erstmals urkundlich erwähnt wurde die Stammheimer Kapelle im Jahr 1075. Anfang des 14. Jahrhunderts entstand die heutige Marienkapelle, welche 1905 durch einen neugotischen Anbau erweitert wurde.

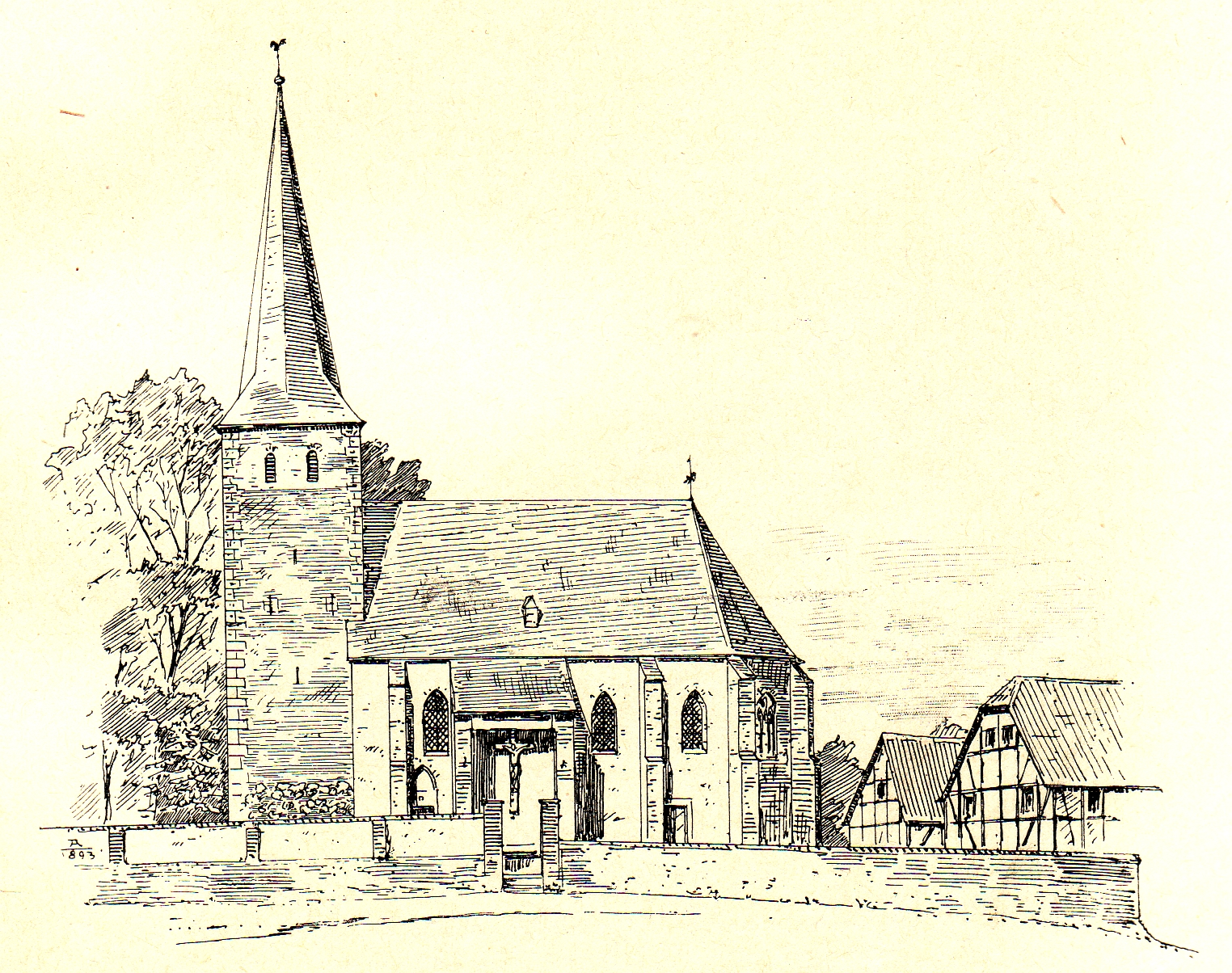
Die gotische Kirche 1893

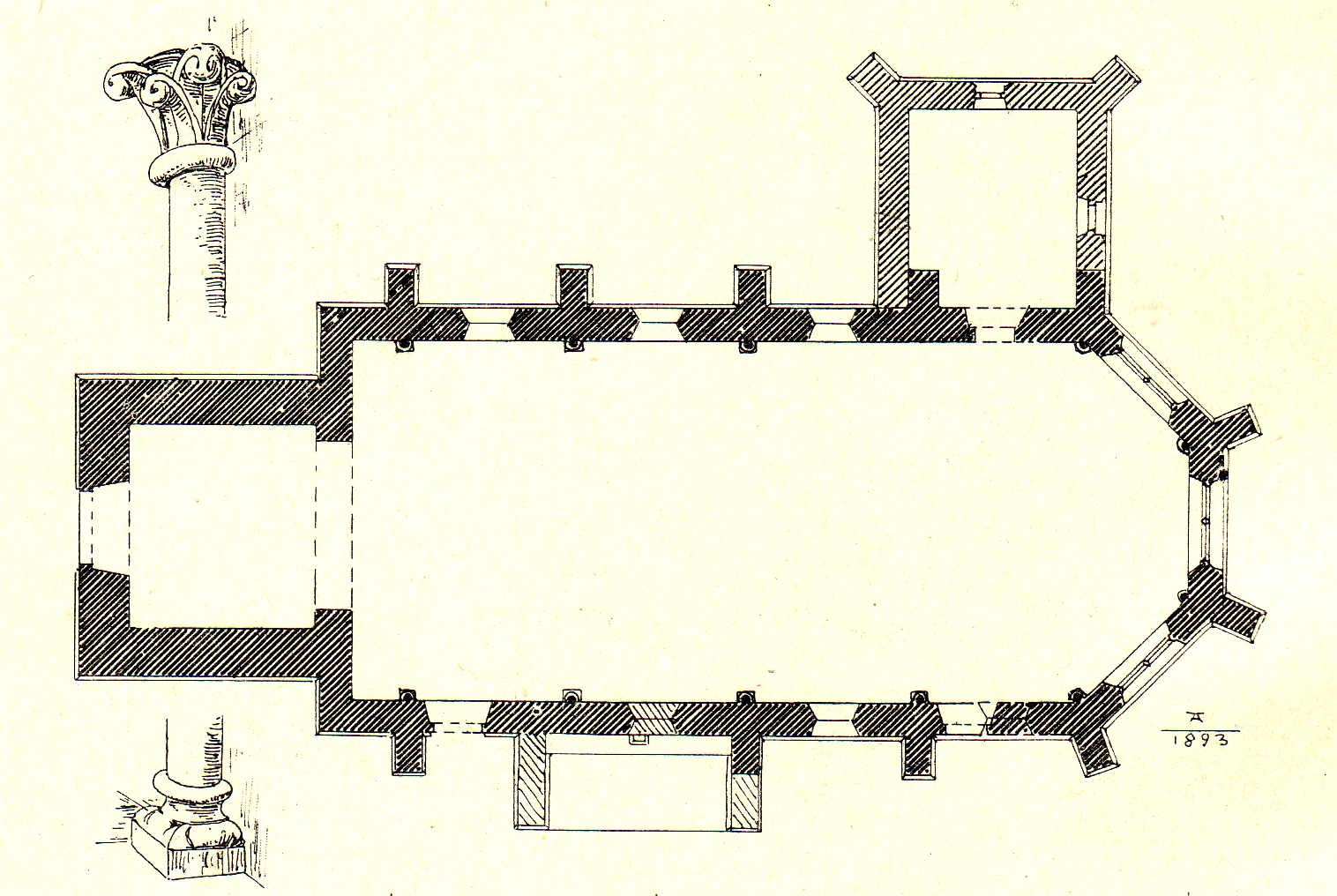
Grundriss 1893

### Kapelle
Stammheim gehörte zur Pfarrei Flittard, die sich seit 989 im Besitz des Klosters Groß St. Martin befand. Veranlasst durch den Kölner Erzbischof Anno II. (1056–1075) wurde das Kirchlein in Stammheim, welches Almericus, Ministral des Kölner Erzbischofs, und seine Frau Eilbusch erbaute hatten, dem Kloster St. Martin in Köln geschenkt. Von der romanischen Kirche waren möglicherweise 1901 noch Reste in dem von dem Kunsthistoriker Paul Clemen beschriebenen unregelmäßigen Mauerwerk des Turmuntergeschosses erhalten. Dem Turm wurde Mitte des 13. Jahrhunderts ein neues einschiffiges Langhaus angefügt, dessen Strebepfeiler und Fensteröffnungen um 1500 verändert wurden. Aus der gleichen Zeit stammten auch die oberen Teile des gotischen Turmmauerwerks. Das im 16. Jahrhundert angefertigte Gnadenbild der Freudenreichen Mutter von Stammheim machte die Kirche zu einem wichtigen Marienwallfahrtsort. Seit dem 17. Jahrhundert sind verschiedene Prozessionen nach Stammheim belegt.

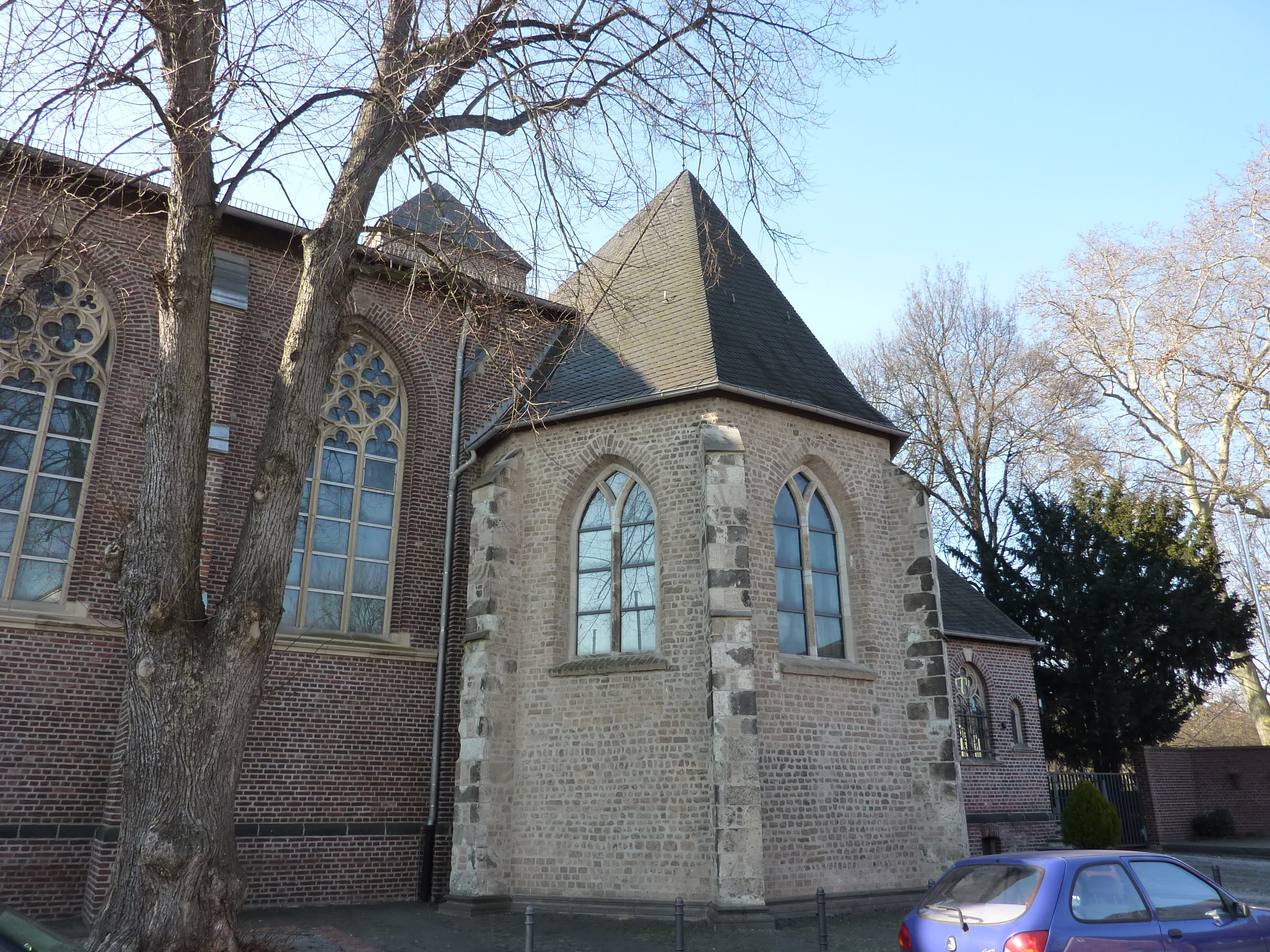
Der erhaltene gotische Chor als Marienkapelle

### Erweiterung
Aufgrund der stetig wachsenden Bevölkerung Stammheims war die Kapelle für die große Zahl an Gläubigen zu klein geworden. Da eine Erweiterung des Kirchengebäudes notwendig geworden war, wurde am 6. März 1898 unter Protektorat des Grafen von Fürstenberg-Stammheim ein Kirchbauverein gegründet. Nach der Baugenehmigung durch das Generalvikariat am 14. März 1902 und durch die königliche Regierung am 7. Juni 1902 erfolgte der erste Spatenstich am 19. Juni 1902. Der Grundstein wurde am 14. September 1902 gelegt. Der neue Kirchenbau wurde am 2. August 1903 durch Dechant Caumanns eingesegnet. Die Gesamtkosten der Erweiterung beliefen sich laut dem Oberleiter des Umbaus Peter Josef Kleesattel auf 101.463,01 Mark.
Die Erweiterung wurde in Form einer neugotischen Hallenkirche mit einem Haupt- und zwei Seitenschiffen vorgenommen. Sowohl der Turm als auch der Chor des alten Kirchengebäudes blieben der neuen Kirche erhalten und bildeten das Querschiff des neuen Gebäudes. Da die ursprüngliche Kapelle in West-Ost-Ausrichtung erbaut war und der alte Chor, wie bei sakralen Bauten üblich, nach Osten zeigte, wies die neue Apsis nach Norden. Am südlichen Ende des Langhauses wurde das neue Hauptportal errichtet, über welchem sich die Orgelempore erhob. Die von großen Spitzbogenfenstern durchbrochenen Seitenwände wurden von außen mit abgestuften Strebepfeilern gestützt und die Fassade mit gebrannten Ringofensteinen gemauert. Für Gesimse und filigrane Steinmetzarbeiten, das sogenannte Maßwerk, wurde Weibener Tuffstein verwendet. Die Säulen im Inneren des Kirchenbaus wurden mit Kyllburger Sandstein hergestellt. Wie die alte Kapelle auch erhielt der Erweiterungsbau ein Steildach.

### Zerstörung
Während bis 1941 nur das Dach durch die eigene Flakabwehr Schäden erlitt, entstanden in den Folgejahren durch Fliegerangriffe erhebliche Schäden. Zu Beginn des Jahres 1944 gingen die ersten Kirchenfenster durch in der Nähe explodierende Bomben und Luftminen zu Bruch.
Am 10. Oktober 1944 fielen beim zweiten Angriff jenes Tages mehrere Stabbrandbomben auf das Langhaus, wodurch der Dachstuhl der Kirche Feuer fing. Der Wind trieb das Feuer Richtung Norden, so dass das Turmdach ebenfalls in Flammen aufging. Die Löscharbeiten wurden anfangs durch weitere Fliegerangriffe mit Sprengbomben verzögert. Nach der Entwarnung war das Feuer bereits so weit vorgedrungen, dass mit dem zur Verfügung stehenden Wasser der Brand nicht mehr eingedämmt werden konnte. Der Befehl des Sicherheitshilfsdienstes (SHD), nur Wohnhäuser zu löschen, führte dazu, dass ein Löschzug an der Kirche stand und dem Feuer zuschaute. Einzig das beherzte Eingreifen von Pfarrkindern konnte das Übergreifen der Flammen auf die Sakristei, den Marienchor und die Orgelempore verhindern. Das Inventar der Kirche wurde durch eine schnelle Räumungsaktion von Frauen, Kindern und einigen alten Männern gerettet.
In den Folgemonaten wurde die Kirche mehrere Male von Artilleriegranaten getroffen, wodurch u. a. ein großer Granattrichter vor dem Marienaltar entstand. Neben dem Dach (welches bis auf das Dach der Sakristei und des Marienchors vollständig abgebrannt war) wurden alle Vereins- und Kirchenfahnen, der Prozessionsbaldachin sowie die 600 kg schwere Christus-König-Glocke aus dem Jahr 1454 vernichtet. Durch das Artilleriefeuer wurde zudem der Kriegergedächtnisaltar zerstört sowie der Marienaltar durch Granatsplitter beschädigt.

### Wiederaufbau
Da es unmittelbar nach Kriegsende unmöglich erschien, Baumaterial für die Instandsetzung des Kirchengebäudes zu erhalten, hielten die Stammheimer Bürger die Augen offen, um eventuell liegengebliebenes, brauchbares Material zu finden. Schnell wurde am Stammheimer Wasserturm das Brückenjoch einer Behelfsbrücke mit einem Stapel von etwa 170 großen Holzbohlen entdeckt, welches auf dem Grund des Rheins lag und aus dem Wasser ragte. Kurzerhand trugen freiwillige Helfer die Bohlen den ein Kilometer langen Weg bis hin zur Kirche. Knapp vier Monate nach Kriegsende in Köln wurde am 24. August 1945 damit begonnen, den zerstörten Dachstuhl des Langhauses sowie des Chors wieder aufzubauen. Aufgrund von Fachkräfte- und Materialmangel konnte das Dach jedoch erst im Jahre 1947 fertiggestellt und 1948 vollkommen abgedichtet werden. Entgegen der historischen Form wurde aus Kosten- und Materialgründen auf den Bau eines Steildaches verzichtet und lediglich ein geneigtes Dach installiert.
Parallel fand die Wiederherstellung der Maßwerke, Gesimssteine und Fenster, welche zum Teil nur in Rohverglasung erfolgte, statt. Die Beseitigung der Kriegsschäden ging nur schleppend voran, da der Aufwand den finanziellen Rahmen deutlich überstieg. Der 17. August 1947 bescherte der Pfarrei einen unerwarteten Geldsegen, da viele Stammheimer es sich nicht nehmen ließen, anlässlich des 25-jährigen Priesterjubiläums des Pfarrers Peter Zappey zu spenden. Am 24. Juli 1950 wurde nach Plänen des Architekten Peter Otto Bongartz die Aufstockung des Turmes begonnen und im August desselben Jahres mit der Installation des Zeltdaches vollendet. Am 11. August desselben Jahres wurde die erste von fünf neuen Glocken, die St.-Anna-Glocke, gegossen und am 28. August 1950, einen Tag nach der Weihung, im Glockenturm aufgehängt.

### Renovierung
Das Gebäude wurde seit dem Wiederaufbau nach dem Zweiten Weltkrieg zwei Mal renoviert. Während die erste Renovierung in den 1970er-Jahren stattfand, wurde Ende der 1990er-Jahre das gesamte Kirchengebäude erneut renoviert und wurden zugleich die technischen Anlagen erneuert. Diese letzte Renovierung wurde dabei in mehreren Bauabschnitten vorgenommen, so dass die Messen weiterhin stattfinden konnte. Im ersten Abschnitt wurde das Gebäude mit einer Gerüstkonstruktion umhüllt und ein provisorisches Gerüstdach aufgesetzt, so dass das gesamte Dach ab- und neugedeckt werden konnte. Anschließend wurden Teile des Kircheninnenraums für Besucher gesperrt und umfassend renoviert. Abschluss der Arbeiten war die Installation eines neuen Fensters im Jahr 2000, welches vom „Montagsbastelkreis“ gestiftet worden war, sowie der Wiedereinbau der Orgel.

## Orgel
Die Wallfahrtskirche St. Mariä Geburt besitzt eine deutsch-romantisch disponierte Orgel aus dem Jahr 1927. Sie wurde von der Bonner Orgelbaufirma Klais unter Hans Klais als Opus 664 erbaut und verfügt über 27 klingende Register, die auf zwei Manuale und Pedal verteilt sind. 1965 wurde die Orgel durch Hans Gerd Klais restauriert und umdisponiert. Die Spieltraktur ist elektropneumatisch. Eine Besonderheit der Orgel ist eine Kalkantenanlage.
| I Hauptwerk C–g3 |                 |     |
| 01.              | Bordun          | 16′ |
| 02.              | Principal       | 08′ |
| 03.              | Viola di Gamba0 | 08′ |
| 04.              | Cathedralflöte  | 08′ |
| 05.              | Dulciana        | 08′ |
| 06.              | Oktave          | 04′ |
| 07.              | Rohrflöte       | 04′ |
| 08.              | Superoktave     | 02′ |
| 09.              | Mixtur III–IV   |     |
| 10.              | Trompete        | 08′ |

| II Schwellwerk C–g3 |                   |     |
| 11.                 | Lieblich Gedackt0 | 16′ |
| 12.                 | Geigenprincipal   | 08′ |
| 13.                 | Bordunalflöte     | 08′ |
| 14.                 | Quintade          | 08′ |
| 15.                 | Aeoline           | 08′ |
| 16.                 | Vox coelestis     | 08′ |
| 17.                 | Praestant         | 04′ |
| 18.                 | Traversflöte      | 04′ |
| 19.                 | Flautino          | 02′ |
| 20.                 | Progressio II–III |     |
| 21.                 | Horn              | 08′ |

| Pedal C–f1 |             |     |
| 22.        | Contrabass0 | 16′ |
| 23.        | Subbass     | 16′ |
| 24.        | Echobass    | 16′ |
| 25.        | Violoncello | 08′ |
| 26.        | Flötenbass  | 08′ |
| 27.        | Posaune     | 16′ |

- Koppeln: II/I, Super II/I, Sub II/I, Super II/II, I/P, II/P
- Spielhilfen: Registerschweller, Fußtritt und Manualhebel, Pianopedal, Handregister (HR), Freie Combination (FC), Feste Kombinationen (Piano, Mezzoforte, Forte, Tutti), Zungen ab, Registerschweller ab